# Општина Кучи (Муреш)
Кучи (рум. Cuci) општина је у Румунији у округу Муреш.
Oпштина се налази на надморској висини од 289 m.